# Cantacuzène
Cette page présente le nom de famille Cantacuzène ainsi que ses variantes.
Cantacuzène (en grec Καντακουζηνός / Kantakouzinos, en roumain Cantacuzino) est un nom de famille des Balkans mentionné à partir du XIIe siècle. Le lien entre les dynasties de ce nom, établies à Constantinople, peut être soit généalogique (du moins sur deux séries de générations, avec un court hiatus au XVe siècle), soit patronymique (si la seconde série ne descend pas directement de la première, mais a simplement repris le nom).

## Étymologie
L'étymologie du nom est incertaine, mais Tiberius Cunia, un linguiste de Fayetteville (États-Unis) spécialisé en langues romanes orientales, signale qu'en aroumain cãntã cu zĭna signifie « chante avec la fée » et pourrait être une déformation de cãntã ca zĭna : « chante comme une fée », qualificatif d'un possible ancêtre musicien ou encore allusion orphique.

## Histoire
Les Cantacuzène sont présents dans l'Empire byzantin, en Grèce, dans les pays roumains, en Russie et en France.
- Au Moyen Âge, les Cantacuzènes « impériaux » ont donné plusieurs généraux, amiraux et deux empereurs à l'Empire byzantin : 
  - Michel Cantacuzène (mort en 1264) ;
  - Démétrios Cantacuzène (1343-1383) ;
  - Jean VI Cantacuzène (1347-1355) ;
  - Mathieu Cantacuzène (1355-1356) ;
  - Georges Paléologue Cantacuzène (1390-1456) ;
  - Manuel Cantacuzène (?-1470).
- À partir de la Renaissance, les Cantacuzènes « phanariotes » (du Phanar, quartier de Constantinople) ont donné aux principautés de Moldavie et de Valachie plusieurs souverains, lettrés, médecins, mécènes, à la Russie des officiers et des généraux, à la France des scientifiques et des historiens. Parmi eux :
  - Andronic Cantacuzène ;
  - Constantin Cantacuzène ;
  - Georges Grégoire Cantacuzène ;
  - Étienne Cantacuzène ;
  - Șerban Ier Cantacuzène ;
  - Jean Alexandre Cantacuzène ;
  - Jean Cantacuzène, le « Pasteur roumain » ;
  - Marie Cantacuzène (1820-1898), épouse  de Georges Statulat, d'un cousin : le prince Alexandre Cantacuzène (1813-1884), et de Pierre Puvis de Chavannes en 1898, peu avant leur mort ;
  - Marie Cantacuzène (1879-1968), épouse de Michel Cantacuzène puis de Georges Enesco.